# Club Brugge in het seizoen 2009/10
Hieronder vindt men de statistieken, de wedstrijden, de ploegsamenstellingen en de transfers van Club Brugge in het seizoen 2009/2010.

## Behaalde eindresultaat
- In de Jupiler Pro League eindigde Club Brugge na de reguliere competitie op de tweede plaats met 57 punten, 12 minder dan RSC Anderlecht en 8 meer dan eerste achtervolger AA Gent. Na de play-offs werd Club Brugge derde met 41 punten, 18 minder dan RSC Anderlecht en evenveel als vicekampioen AA Gent, dat in de play-offs echter één wedstrijd meer had gewonnen.
- In de Beker van België plaatste Club Brugge zich tegen VW Hamme voor de 1/8e finale en tegen Sporting Lokeren voor de 1/4e finale. Hier werd Club Brugge door AA Gent uitgeschakeld.
- In de Europa League lootte Club Brugge FC Lahti als tegenstander voor de derde voorronde. De heenwedstrijd werd door Club gewonnen met 3-2, de terugwedstrijd eindigde op 1-1, waarmee Club zich plaatste voor de play-offronde. In deze ronde werd Lech Poznan de tegenstander van Club Brugge. Club verloor de heenwedstrijd met 1-0, maar won de terugwedstrijd eveneens met 1-0. Bij de penalty's won Club met 4-3, waardoor het zich plaatste voor de groepsfase. Club werd er samen met Sjachtar Donetsk, Partizan Belgrado en Toulouse FC ondergebracht in groep J. In deze groep eindigde Club Brugge op de 2e plaats met 11 punten, waardoor het zich plaatste voor de 1/16e finale. In deze ronde werd Club Brugge, ondanks een 1-0-zege in de heenwedstrijd, (na verlengingen) uitgeschakeld door Valencia CF.

## Spelers A-kern
| Rugnummer | Naam                 | Positie      | Nationaliteit | Wedstrijden                 | Wedstrijden                   | Wedstrijden                | Wedstrijden |
| Rugnummer | Naam                 | Positie      | Nationaliteit | Jupiler League (doelpunten) | Beker van België (doelpunten) | Europa League (doelpunten) |             |
| --------- | -------------------- | ------------ | ------------- | --------------------------- | ----------------------------- | -------------------------- | ----------- |
| 1         | Stijn Stijnen        | Doelman      | België        | 36 (0)                      | 3 (0)                         | 11 (0)                     |             |
| 3         | Peter Van der Heyden | Verdediger   | België        | 9 (0)                       | 0 (0)                         | 0 (0)                      |             |
| 4         | Carl Hoefkens        | Verdediger   | België        | 31 (0)                      | 3 (0)                         | 7 (0)                      |             |
| 5         | Michael Klukowski    | Verdediger   | Canada        | 35 (0)                      | 2 (0)                         | 10 (0)                     |             |
| 8         | Nabil Dirar          | Middenvelder | Marokko       | 29 (4)                      | 4 (0)                         | 9 (0)                      |             |
| 10        | Wesley Sonck         | Aanvaller    | België        | 22 (7)                      | 1 (0)                         | 7 (1)                      |             |
| 11        | Jonathan Blondel     | Middenvelder | België        | 31 (0)                      | 3 (0)                         | 10 (2)                     |             |
| 13        | Geert De Vlieger     | Doelman      | België        | 3 (0)                       | 1 (0)                         | 1 (0)                      |             |
| 14        | Jeroen Simaeys       | Verdediger   | België        | 25 (1)                      | 3 (0)                         | 7 (0)                      |             |
| 15        | Joseph Akpala        | Aanvaller    | Nigeria       | 31 (7)                      | 3 (1)                         | 11 (3)                     |             |
| 16        | Maxime Lestienne     | Aanvaller    | België        | 12 (1)                      | 2 (0)                         | 2 (0)                      |             |
| 17        | Cleber Sonda         | Verdediger   | Brazilië      | 0 (0)                       | 0 (0)                         | 0 (0)                      |             |
| 18        | Ryan Donk            | Verdediger   | Nederland     | 23 (2)                      | 4 (0)                         | 8 (0)                      |             |
| 19        | Daniël Chavez        | Aanvaller    | Peru          | 6 (2)                       | 2 (2)                         | 3 (0)                      |             |
| 20        | Ronald Vargas        | Middenvelder | Venezuela     | 26 (4)                      | 1 (1)                         | 7 (0)                      |             |
| 21        | Jorn Vermeulen       | Verdediger   | België        | 8 (0)                       | 1 (0)                         | 6 (0)                      |             |
| 22        | Karel Geraerts       | Middenvelder | België        | 33 (6)                      | 4 (1)                         | 12 (1)                     |             |
| 24        | Daan Van Gijseghem   | Verdediger   | België        | 5 (0)                       | 1 (0)                         | 0 (0)                      |             |
| 26        | Yves Lenaerts        | Doelman      | België        | 0 (0)                       | 0 (0)                         | 0 (0)                      |             |
| 27        | Roy Meeus            | Middenvelder | België        | 0 (0)                       | 1 (1)                         | 0 (0)                      |             |
| 29        | Gertjan De Mets      | Verdediger   | België        | 12 (0)                      | 2 (0)                         | 3 (0)                      |             |
| 30        | Antolin Alcaraz      | Verdediger   | Paraguay      | 29 (1)                      | 3 (0)                         | 11 (0)                     |             |
| 32        | Vadis Odjidja-Ofoe   | Middenvelder | België        | 35 (4)                      | 3 (0)                         | 12 (1)                     |             |
| 40        | Dorge Kouemaha       | Aanvaller    | Kameroen      | 33 (16)                     | 2 (1)                         | 6 (3)                      |             |
| 41        | Thibaut Van Acker    | Middenvelder | België        | 0 (0)                       | 2 (0)                         | 0 (0)                      |             |
| 44        | Ivan Perišić         | Middenvelder | Kroatië       | 33 (9)                      | 2 (0)                         | 8 (5)                      |             |
| 77        | Mohamed Dahmane      | Aanvaller    | Frankrijk     | 15 (2)                      | 1 (1)                         | 7 (0)                      |             |

## Uitrustingen
Shirtsponsor(s): Dexia

Sportmerk: Puma
| Thuis | Uit | Doelman | Doelman | Doelman | Doelman |

## Transfers

### Zomer 2009

#### Uitgaand
- Timothy Dreesen (V, vertrekt naar Lierse SK)
- Elrio van Heerden (M, einde contract, naar Blackburn Rovers)
- Bernt Evens (V, vertrekt naar Cercle Brugge)
- Philippe Clement (V, vertrekt naar Germinal Beerschot)
- Marc-André Kruska (M, vertrekt naar Energie Cottbus)
- Robbe Van Ruyskensvelde (M, vertrekt naar Standaard Wetteren)

##### Verhuurd
- Glenn Verbauwhede (D, naar KV Kortrijk tot juni 2010)
- Brecht Capon  (A, naar KV Kortrijk tot juni 2010)
- Štěpán Kučera (V, naar KSV Roeselare tot juni 2010)
- Laurent Ciman (V, naar KV Kortrijk tot juni 2010)
- Dušan Đokić (A, naar Astra Ploiesti tot december 2009)

#### Inkomend
- Cleber Sonda (V, komt over van Esporte Clube Juventude)
- Ryan Donk (V, komt over van AZ Alkmaar)
- Carl Hoefkens (V, komt over van West Bromwich Albion)
- Ivan Perišić (M, komt over van FC Sochaux)
- Dorge Kouemaha (A, komt over van MSV Duisburg)

### Winter 2010

#### Uitgaand
- Jared Jeffrey (M, vertrekt naar FSV Mainz 05)
- Koen Daerden (M, vertrekt naar Standard Luik)

##### Verhuurd
- Dušan Đokić (A, naar Chongqing Lifan tot juni 2010)

#### Inkomend
- Maxime Lestienne (A, komt over van Excelsior Moeskroen)
- Daan Van Gijseghem (V, komt over van Excelsior Moeskroen)
- Peter Van Der Heyden (V, komt over van FSV Mainz 05)

## Trainersstaf
- Adrie Koster (hoofdtrainer)
- Peter Balette (assistent-trainer)
- Dany Verlinden (keeperstrainer)
- Jan Van Winckel (assistent-trainer)

## Oefenwedstrijden
| Datum            | Wedstrijd                                       | Eindstand (ruststand) | Doelpunten | Ploegsamenstelling                      | Ploegsamenstelling                                                                      | Ploegsamenstelling                                                                                            | Ploegsamenstelling                                               | Opmerkingen                                                      |
| Datum            | Wedstrijd                                       | Eindstand (ruststand) | Doelpunten | Doelman                                 | Verdedigers                                                                             | Middenvelders                                                                                                 | Aanvallers                                                       | Opmerkingen                                                      |
| ---------------- | ----------------------------------------------- | --------------------- | --- | --------------------------------------- | --------------------------------------------------------------------------------------- | --- | ---------------------------------------------------------------- | ---------------------------------------------------------------- |
| 26 juni 2009     | KVV Coxyde — Club Brugge                        | 2-4 (0-0)             | 61’ Kucera (0-1), 62’ Chavez (0-2), 71’ Chavez (0-3), 75’ Odjidja (0-4), 82’ Sarrazyn (1-4), 88’ Sarrazyn (2-4) | 1e helft: Lenaerts 2e helft: De Vlieger | 1e helft: De Mets, Ciman, Alcaraz, D’Haene 2e helft: Vermeulen, Clement, Kucera, Cleber | 1e helft: Jeffrey, Simaeys, Daerden, Meeus 2e helft: De Cuyper, Voskanian, Odjidja, Blondel                   | 1e helft: Dahmane, Sonck 2e helft: Chavez, Djokic                |                                                                  |
| 1 juli 2009      | SV Zulte Waregem — Club Brugge                  | 5-0 (4-0)             | 15’ D’Haene (1-0), 16’ Roelandts (2-0), 23’ Roelandts (3-0), 45’ Meert (4-0), 51’ Chevalier (5-0)               | Lenaerts                                | 1e helft: Vermeulen, Clement, Donk, D’Haene 2e helft: De Mets, Ciman, Kucera, Cleber    | 1e helft: Voskanian, Daerden, De Rechter, Odjidja, Chavez 2e helft: Simaeys, Blondel, Dahmane, Jeffrey, Meeus | 1e helft: Sonck 2e helft: Djokic                                 |                                                                  |
| 4 juli 2009      | KSV Roeselare — Club Brugge                     | 2-0 (0-0)             | 68' Dotsenko (1-0), 82' Lebsir (2-0)                                                                            | De Vlieger                              | Ciman (60’ De Mets), Donk (60’ Clement), Alcaraz (60’ Kucera), Daerden (60’ Cleber)     | Simaeys (60’ Voskanian), Odjidja (60’ Vermeulen), Blondel (60’ Jeffrey)                                       | Dahmane (60’ De Rechter), Sonck (60’ Djokic), Chavez (60’ Meeus) |                                                                  |
| 10 juli 2009     | KV E. Aalter — Club Brugge                      | 0-5 (0-5)             | 12’ Donk (0-1), 14’ Chavez (0-2), 28’ Djokic (0-3), 32’ Djokic (0-4), 40’ Geraerts (0-5)                        | Lenaerts                                | Vermeulen (46’ De Mets), Donk (46’ Ciman), Kucera (59’ Simaeys), Cleber (59’ Daerden)   | Clement (59’ Odjidja), Geraerts (59’ Blondel), Chavez (59’ Dirar), Jeffrey, Meeus (46’ Dahmane)               | Djokic (59’ Sonck)                                               |                                                                  |
| 12 juli 2009     | KVC Westerlo — Club Brugge                      | 2-0 (1-0)             | 10’ Scheelen (strafschop, 1-0), 56’ Corstjens (2-0)                                                             | Stijnen                                 | Ciman, Donk, Alcaraz (46’ Kucera), Daerden (74’ Cleber)                                 | Odjidja, Simaeys (74’ Clement), Blondel (64’ Geraerts)                                                        | Dahmane (46’ Chavez), Sonck (64’ Akpala), Dirar (64’ Vargas)     |                                                                  |
| 15 juli 2009     | Torhout KM — Club Brugge                        | 0-3 (0-1)             | 7’ Chavez (0-1), 67’ Djokic (0-2), 77’ Clement (0-3)                                                            | De Vlieger                              | Vermeulen, Clement, Kucera, Cleber (78’ Daerden)                                        | De Mets, Geraerts, Vargas (61’ Meeus), Jeffrey, Chavez                                                        | Akpala (46’ Djokic)                                              |                                                                  |
| 19 juli 2009     | Brugse MettenClub Brugge — AZ Alkmaar           | 1-0 (1-0)             | 8' Sonck (1-0)                                                                                                  | Stijnen                                 | Vermeulen (46’ Ciman), Donk (86' Clement), Alcaraz, Daerden                             | Dirar, Odjidja (67’ Geraerts), Simaeys, Blondel (83’ Dahmane)                                                 | Akpala, Sonck (79’ Vargas)                                       | Mendes da Silva (AZ) kreeg na 48' rood na een tweede gele kaart. |
| 22 juli 2009     | Coppa StercheleGerminal Beerschot — Club Brugge | 2-1 (1-0)             | 33’ Leko (strafschop, 1-0), 55’ Haroun (2-0), 78' Clement (2-1)                                                 | Stijnen                                 | Ciman (46’ De Mets), Donk, Alcaraz (46’ Kucera), Daerden                                | Dirar (46’ Dahmane), Odjidja (67’ Clement), Simaeys, Blondel (67’ Geraerts)                                   | Sonck (46’ Vargas), Akpala (67’ Chavez)                          | Donk kreeg na 32' een rode kaart.                                |
| 24 juli 2009     | MSV Duisburg — Club Brugge                      | 3-0 (2-0)             | 38' Wagner (1-0), 44' Wagner (2-0), 81' Kouemaha (3-0)                                                          | De Vlieger (46' Lenaerts)               | De Mets, Kucera, Ciman, Klukowski                                                       | Vargas, Kruska (60' Voskanian), Clement, Geraerts                                                             | Dahmane, Chavez (46' Jeffrey)                                    |                                                                  |
| 11 augustus 2009 | SK Eernegem — Club Brugge                       | 1-2 (1-1)             | 8' Meeus (0-1), 19' Eyland (1-1), 70' Dahmane (1-2)                                                             | De Vlieger                              | De Mets, Ciman, Van Ruyskensvelde (46' Voskanian), Sonda (72' Dhaene)                   | Kruska, Jeffrey (72' Jonckheere), Meeus (72' Vandenheede), Dahmane                                            | Chavez, Djokic                                                   |                                                                  |
| 13 oktober 2009  | KV Oostende — Club Brugge                       | 0-1 (0-0)             | 53' Dahmane (0-1)                                                                                               | De Vlieger                              | Heymans (46' Michiels), Donk (61' Guiro), Savaete, Sonda (64' D'Haene)                  | Van Acker, Jeffrey (46' Jonckheere), Meeus (68' De Cuyper), Chavez                                            | Dahmane (81' Ochoa), Kouemaha                                    |                                                                  |
| Datum            | Wedstrijd                                       | Eindstand (ruststand) | Doelpunten | Doelman                                 | Verdedigers                                                                             | Middenvelders                                                                                                 | Aanvallers                                                       | Opmerkingen                                                      |
| Datum            | Wedstrijd                                       | Eindstand (ruststand) | Doelpunten | Ploegsamenstelling                      |                                                                                         | |                                                                  | Opmerkingen                                                      |

## Jupiler League

### Reguliere competitie
| Datum             | Speeldag | Wedstrijd                         | Eindstand (ruststand) | Doelpunten | Ploegsamenstelling | Ploegsamenstelling                                             | Ploegsamenstelling                                                        | Ploegsamenstelling                                  | Opmerkingen | Klassement | Klassement |
| Datum             | Speeldag | Wedstrijd                         | Eindstand (ruststand) | Doelpunten | Doelman            | Verdedigers                                                    | Middenvelders                                                             | Aanvallers                                          | Opmerkingen | Plaats     | Punten     |
| ----------------- | -------- | --------------------------------- | --------------------- | --- | ------------------ | -------------------------------------------------------------- | ------------------------------------------------------------------------- | --------------------------------------------------- | --- | ---------- | ---------- |
| 2 augustus 2009   | 1        | Sporting Charleroi — Club Brugge  | 1-2 (1-2)             | 3' Odjidja (0-1), 28' Thereau (1-1), 37' Dirar (1-2)                                                              | Stijnen            | Vermeulen (53' Geraerts), Donk, Alcaraz, Daerden               | Odjidja, Simaeys, Blondel (73' Sonck), Vargas (56' Dahmane)               | Akpala, Dirar                                       | Chakouri (C) kreeg na 29' rood na een tweede gele kaart. Oulmers (C) kreeg na 41' een rode kaart en Cordaro (C) na 69'. | 4          | 3          |
| 9 augustus 2009   | 2        | Club Brugge — Sporting Lokeren    | 2-0 (0-0)             | 89' Geraerts (1-0), 92' Chavez (2-0)                                                                              | Stijnen            | Vermeulen (69' Dahmane), Donk, Alcaraz, Klukowski              | Geraerts, Simaeys, Blondel (84' Odjidja), Dirar                           | Sonck, Akpala (79' Chavez)                          | Carevic (L) kreeg kreeg na 61' rood na een tweede gele kaart. | 3          | 6          |
| 15 augustus 2009  | 3        | KV Mechelen — Club Brugge         | 2-1 (1-0)             | 43' Ivens (1-0), 48' Akpala (1-1), 54' Gorius (2-1)                                                               | Stijnen            | Vermeulen, Alcaraz, Klukowski, Daerden (46' Vargas)            | Geraerts, Simaeys, Blondel (68' Sonck), Odjidja (68' Chavez)              | Dirar, Akpala                                       | Vrancken (M) kreeg na 17' een rode kaart. | 4          | 6          |
| 23 augustus 2009  | 4        | Club Brugge — KV Kortrijk         | 2-2 (1-2)             | 21' Sawaneh (0-1), 39' Sawaneh (0-2), 40' Akpala (1-2), 63' Odjidja (2-2)                                         | Stijnen            | Vermeulen, Simaeys, Alcaraz, Daerden (46' Klukowski)           | Odjidja, Geraerts (46' Dirar), Blondel, Chavez (78' Dahmane)              | Sonck, Akpala                                       | | 5          | 7          |
| 30 augustus 2009  | 5        | Cercle Brugge — Club Brugge       | 2-3 (2-1)             | 2' Iachtchouk (1-0), 10' Buffel (2-0), 14' Sonck (2-1), 65' Akpala (2-2), 77' Sonck (2-3)                         | De Vlieger         | Vermeulen, Alcaraz, Klukowski, Daerden                         | Dirar, Odjidja, Vargas (89' Chavez), Blondel (63' Geraerts)               | Sonck (85' De Mets), Akpala                         | Alcaraz kreeg na 54' rood na een tweede gele kaart. | 4          | 10         |
| 13 september 2009 | 6        | Club Brugge — Racing Genk         | 1-1 (1-1)             | 20' Buffel (0-1), 45' Perisic (1-1)                                                                               | De Vlieger         | Vermeulen, Simaeys, Klukowski, Daerden                         | Odjidja, Geraerts, Blondel (74' Vargas (89' De Mets)), Perisic            | Akpala, Sonck (83' Kouemaha)                        | Vermeulen kreeg na 87' rood na een tweede gele kaart. | 4          | 11         |
| 20 september 2009 | 7        | KVC Westerlo — Club Brugge        | 1-4 (1-2)             | 3' Iakovenko (1-0), 12' Perisic (1-1), 26' Akpala (1-2), 48' Vargas (1-3), 90' Kouemaha (1-4)                     | Stijnen            | Hoefkens, Simaeys, Alcaraz, Klukowski                          | Vargas (67' Blondel), Geraerts, Daerden (61' Odjidja), Perisic            | Sonck (75' Kouemaha), Akpala                        | | 4          | 14         |
| 23 september 2009 | 8        | Club Brugge — SV Zulte Waregem    | 3-1 (1-1)             | 23' Makiese (0-1), 44' Geraerts (1-1), 56' Odjidja (2-1), 76' Kouemaha (3-1)                                      | Stijnen            | Hoefkens, Alcaraz, Klukowski, Daerden                          | Geraerts, Odjidja, Blondel, Perisic (80' Chavez)                          | Vargas, Akpala (66' Kouemaha)                       | | 1          | 17         |
| 27 september 2009 | 9        | Excelsior Moeskroen — Club Brugge | 1-1 (0-0)             | 52' Okwunwanne (1-0), 56' Kouemaha (1-1)                                                                          | Stijnen            | Hoefkens, Alcaraz, Klukowski, Daerden                          | Geraerts, Blondel, Dirar (79' Perisic), Odjidja                           | Vargas (85' Akpala), Kouemaha                       | De resultaten van deze wedstrijd tellen niet meer mee na het wegvallen van Moeskroen uit de competitie. | 2          | 18         |
| 4 oktober 2009    | 10       | Club Brugge — RSC Anderlecht      | 4-2 (3-1)             | 17’ Alcaraz (1-0), 23’ De Sutter (1-1), 38’ Geraerts (2-1) 40’ Sonck (3-1), 83' Vargas (4-1), 93' De Sutter (4-2) | Stijnen            | De Mets, Hoefkens, Alcaraz, Klukowski                          | Dirar, Geraerts, Odjidja, Perisic (73’ Vargas)                            | Sonck (86' Daerden), Akpala (78' Kouemaha)          | | 1          | 21         |
| 18 oktober 2009   | 11       | Club Brugge — AA Gent             | 1-0 (0-0)             | 87' Chavez (1-0)                                                                                                  | Stijnen            | Geraerts, Hoefkens (77' Donk), Alcaraz, Klukowski              | Dirar, Odjidja, Blondel, Perisic                                          | Akpala (46' Chavez), Kouemaha (83' Dahmane)         | Maric (G) kreeg na 90' rood na een tweede gele kaart. | 1          | 24         |
| 25 oktober 2009   | 12       | KSV Roeselare — Club Brugge       | 2-3 (0-2)             | 37' Perisic (0-1), 40' Vargas (0-2), 53' Vidarsson (1-2), 67' Kouemaha (1-3), 84' Dissa (2-3)                     | Stijnen            | De Mets, Hoefkens, Alcaraz, Klukowski                          | Geraerts, Odjidja, Perisic, Blondel (64' Daerden)                         | Vargas (85' Dirar), Kouemaha (81' Dahmane)          | Klukowski kreeg na 52' rood na een strafschopfout. | 1          | 27         |
| 31 oktober 2009   | 13       | Club Brugge — Sint-Truidense VV   | 1-0 (0-0)             | 73' Vargas (1-0)                                                                                                  | Stijnen            | De Mets, Hoefkens (12' Donk), Alcaraz, Klukowski               | Geraerts, Odjidja, Perisic, Dirar                                         | Vargas (81' Sonck), Akpala (78' Kouemaha)           | | 1          | 30         |
| 8 november 2009   | 14       | Standard Luik — Club Brugge       | 3-1 (3-0)             | 7' Jovanovic (1-0), 16' Jovanovic (2-0), 37' Witsel (3-0), 78' Geraerts (3-1)                                     | Stijnen            | Vermeulen (46' Sonck), Donk, Alcaraz, Klukowski                | Geraerts, Odjidja, Blondel, Perisic                                       | Dirar, Kouemaha (75' Akpala)                        | | 2          | 30         |
| 21 november 2009  | 15       | Club Brugge — Germinal Beerschot  | 1-2 (0-0)             | 47' MacDonald (0-1), 77' Dahmane (1-1), 92' Dosunmu (1-2)                                                         | Stijnen            | Vermeulen (46' Dahmane), Donk, Alcaraz, Klukowski              | Geraerts, Simaeys, Vargas, Blondel                                        | Sonck (66' Perisic), Kouemaha (67' Akpala)          | Alcaraz kreeg na 58' een rode kaart. | 2          | 30         |
| 28 november 2009  | 16       | Club Brugge — Sporting Charleroi  | 1-0 (0-0)             | 78' Kouemaha (1-0)                                                                                                | Stijnen            | Simaeys (46' Dirar), Hoefkens, Donk, Klukowski                 | Geraerts, Odjidja (76' Dahmane), Blondel, Vargas                          | Perisic, Akpala (46' Kouemaha)                      | Cordaro (C) kreeg na 24' een rode kaart. | 2          | 33         |
| 5 december 2009   | 17       | Sporting Lokeren — Club Brugge    | 0-1 (0-0)             | 51' Donk (0-1) | Stijnen            | Donk, Hoefkens, Simaeys, Klukowski                             | Geraerts, Odjidja, Blondel (46' Perisic), Dirar (69' Dahmane)             | Vargas, Kouemaha (76' Akpala)                       | Gueye (L) kreeg na 36' een rode kaart. | 2          | 36         |
| 12 december 2009  | 18       | Club Brugge — KV Mechelen         | 1-1 (0-0)             | 66' Destorme (0-1), 75' Kouemaha (1-1)                                                                            | Stijnen            | Donk (75' Dahmane), Hoefkens, Alcaraz (68' Perisic), Klukowski | Odjidja, Simaeys, Blondel, Dirar                                          | Sonck, Akpala (71' Kouemaha)                        | | 2          | 37         |
| 26 december 2009  | 20       | Club Brugge — Cercle Brugge       | 2-1 (0-1)             | 22' Iachtchouck (0-1), 75' Geraerts (1-1), 86' Sonck (2-1)                                                        | Stijnen            | Donk, Hoefkens, Simaeys, Klukowski                             | Geraerts, Odjidja (74' Sonck), Vargas (46' Dahmane), Dirar                | Perisic, Kouemaha (90' Akpala)                      | | 2          | 40 → 39*   |
| 30 december 2009  | 21       | KV Kortrijk — Club Brugge         | 1-4 (1-2)             | 10' Dirar (0-1), 23' Perisic (0-2), 32' Benteke (1-2), 66' Kouemaha (1-3), 68' Geraerts (1-4)                     | Stijnen            | Donk, Hoefkens, Simaeys, Klukowski                             | Geraerts, Odjidja (46' De Mets), Blondel (76' Daerden), Dirar (76' Sonck) | Perisic, Kouemaha                                   | | 2          | 42         |
| 24 januari 2010   | 23       | Racing Genk — Club Brugge         | 2-0 (0-0)             | 60' Buffel (1-0), 82' Camus (2-0)                                                                                 | Stijnen            | Donk (80' Sonck), Hoefkens, Alcaraz, Van Gijseghem             | Simaeys, Blondel, Geraerts, Perisic (56' Odjidja)                         | Dirar, Kouemaha                                     | Van Gijseghem kreeg na 59' rood na een strafschopfout. | 2          | 42         |
| 30 januari 2010   | 22       | Club Brugge — KVC Westerlo        | 2-1 (1-0)             | 14' Perisic (1-0), 54' Jakovenko (1-1), 89' Akpala (2-1)                                                          | Stijnen            | De Mets (84' Akpala), Hoefkens, Alcaraz, Blondel               | Geraerts, Odjidja, Lestienne (74' Vargas), Dirar                          | Perisic, Kouemaha                                   | Op deze dag werd normaal de wedstrijd van de 24e speeldag tegen E. Moeskroen gespeeld, maar door het faillissement van deze club kreeg Club Brugge een vrijstelling voor deze speeldag en werd wegens afgelasting de wedstrijd van de 22e speeldag op deze dag gepland. | 2          | 45         |
| 3 februari 2010   | 19       | RSC Anderlecht — Club Brugge      | 3-2 (1-1)             | 5' Juhasz (1-0), 18' Odjidja (1-1), 56' Kouemaha (1-2), 73' Frutos (2-2), 93' Boussoufa (3-2)                     | Stijnen            | Donk, Hoefkens, Alcaraz, Klukowski                             | Geraerts, Odjidja, Perisic, Blondel (80' Akpala)                          | Dirar (54' Vargas), Kouemaha (68' Simaeys)          | Vargas kreeg na 62' een rode kaart. | 2          | 45         |
| 7 februari 2010   | 25       | SV Zulte Waregem — Club Brugge    | 1-1 (1-1)             | 12' Lyng (1-0), 28' Kouemaha (1-1)                                                                                | Stijnen            | Donk, Hoefkens, Alcaraz, Klukowski                             | Geraerts, Van Gijseghem, Perisic, Van der Heyden                          | Vargas (46' Lestienne), Kouemaha                    | Geraerts kreeg na 71' een rode kaart. | 2          | 46         |
| 13 februari 2010  | 26       | AA Gent — Club Brugge             | 1-1 (0-1)             | 3' Kouemaha (0-1), 82' Thijs (1-1)                                                                                | Stijnen            | De Mets, Hoefkens, Alcaraz, Klukowski                          | Geraerts, Odjidja, Perisic, Lestienne                                     | Akpala (74' Van der Heyden), Kouemaha (90' Dahmane) | Lestienne kreeg na 72' een rode kaart. | 2          | 47         |
| 21 februari 2010  | 27       | Club Brugge — Standard Luik       | 2-1 (0-1)             | 25' Mbokani (0-1), 49' Sonck (1-1), 52' Kouemaha (2-1)                                                            | Stijnen            | Donk, Hoefkens, Alcaraz, Klukowski                             | Geraerts, Odjidja, Blondel, Perisic                                       | Akpala (46' Sonck), Kouemaha                        | | 2          | 50         |
| 28 februari 2010  | 28       | Sint-Truidense VV — Club Brugge   | 1-1 (0-0)             | 48' Sidibe (1-0), 57' Sonck (1-1)                                                                                 | Stijnen            | Donk, Hoefkens (62' Van Gijseghem), Alcaraz, Klukowski         | Geraerts, Odjidja, Blondel, Perisic                                       | Akpala (46' Dahmane), Sonck (86' Simaeys)           | | 2          | 51         |
| 14 maart 2010     | 29       | Club Brugge — KSV Roeselare       | 1-0 (0-0)             | 84' Kouemaha (1-0)                                                                                                | De Vlieger         | Simaeys, Hoefkens, Alcaraz (78' Sonck), Klukowski              | Geraerts, Odjidja, Blondel, Lestienne (71' Akpala)                        | Dahmane (89' Van der Heyden), Kouemaha              | Blondel kreeg na 33' een rode kaart, Van Loo (R) kreeg na 56' rood na een tweede gele kaart, en Vidarsson (R) kreeg na 73' een rode kaart. | 2          | 54         |
| 21 maart 2010     | 30       | Germinal Beerschot — Club Brugge  | 1-4 (1-1)             | 17' Dahmane (0-1), 42' Mikulic (1-1), 59' Perisic (1-2), 70' Kouemaha (1-3), 78' Akpala (1-4)                     | Stijnen            | Simaeys, Hoefkens, Alcaraz, Van der Heyden                     | Geraerts, Odjidja (86' De Mets), Lestienne (46' Dirar), Perisic           | Dahmane (77' Akpala), Kouemaha                      | | 2          | 57 → 29**  |
| Datum             | Speeldag | Wedstrijd                         | Eindstand (ruststand) | Doelpunten | Doelman            | Verdedigers                                                    | Middenvelders                                                             | Aanvallers                                          | Opmerkingen | Plaats     | Punten     |
| Datum             | Speeldag | Wedstrijd                         | Eindstand (ruststand) | Doelpunten | Ploegsamenstelling | Ploegsamenstelling                                             | Ploegsamenstelling                                                        | Ploegsamenstelling                                  | Opmerkingen | Klassement | Klassement |

| CHA (uit) | LOK (thuis) | MEC (uit) | KOR (thuis) | CER (uit) | GNK (thuis) | WES (uit) | ZWA (thuis) | MOE (uit) | RSCA (thuis) |

| GNT (thuis) | ROE (uit) | STVV (thuis) | STA (uit) | GBA (thuis) | CHA (thuis) | LOK (uit) | MEC (thuis) | CER (thuis) | KOR (uit) |

| GNK (uit) | WES (thuis) | RSCA (uit) | ZWA (uit) | GNT (uit) | STA (thuis) | STVV (uit) | ROE (thuis) | GBA (uit) |

Eindstand
|       | Nr. | Club               | P  | W  | G  | V  | +  | -  | DS  | Ptn |
| ----- | --- | ------------------ | -- | -- | -- | -- | -- | -- | --- | --- |
| PO I  | 1   | RSC Anderlecht     | 28 | 22 | 3  | 3  | 62 | 20 | +42 | 69  |
| PO I  | 2   | Club Brugge        | 28 | 17 | 6  | 5  | 52 | 33 | +19 | 57  |
| PO I  | 3   | KAA Gent           | 28 | 14 | 7  | 7  | 49 | 30 | +19 | 49  |
| PO I  | 4   | KV Kortrijk        | 28 | 12 | 9  | 7  | 39 | 30 | +9  | 45  |
| PO I  | 5   | Sint Truiden       | 28 | 12 | 6  | 10 | 35 | 35 | 0   | 42  |
| PO I  | 6   | SV Zulte Waregem   | 28 | 10 | 11 | 7  | 39 | 32 | +7  | 41  |
| PO II | 7   | KV Mechelen        | 28 | 12 | 3  | 13 | 36 | 46 | −10 | 39  |
| PO II | 8   | Standard Luik      | 28 | 10 | 9  | 9  | 38 | 34 | +4  | 39  |
| PO II | 9   | Cercle Brugge      | 28 | 11 | 5  | 12 | 45 | 40 | +5  | 38  |
| PO II | 10  | Germinal Beerschot | 28 | 9  | 8  | 11 | 30 | 43 | −13 | 35  |
| PO II | 11  | KRC Genk           | 28 | 8  | 10 | 10 | 33 | 31 | +2  | 34  |
| PO II | 12  | KVC Westerlo       | 28 | 8  | 8  | 12 | 28 | 34 | −6  | 32  |
| PO II | 13  | Sporting Charleroi | 28 | 5  | 8  | 15 | 28 | 45 | −17 | 23  |
| PO II | 14  | Sporting Lokeren   | 28 | 5  | 3  | 20 | 22 | 54 | −32 | 18  |
| E     | 15  | KSV Roeselare      | 28 | 4  | 6  | 18 | 29 | 58 | −29 | 18  |
| *     | 16  | Moeskroen          | 0  | 0  | 0  | 0  | 0  | 0  | 0   | 0   |

*Door het uit de competitie wegvallen van Excelsior Moeskroen, dat tot drie keer toe forfait gaf voor een wedstrijd, werden alle behaalde punten tegen Moeskroen geschrapt.
**Voor Play-off 1 worden de behaalde punten uit de reguliere competitie gedeeld door twee. Halve punten worden naar boven afgerond.

### Play-offs
| Datum         | Speeldag | Wedstrijd                       | Eindstand (ruststand) | Doelpunten | Ploegsamenstelling | Ploegsamenstelling                                                   | Ploegsamenstelling                                                    | Ploegsamenstelling                         | Opmerkingen                                             | Klassement | Klassement |
| Datum         | Speeldag | Wedstrijd                       | Eindstand (ruststand) | Doelpunten | Doelman            | Verdedigers                                                          | Middenvelders                                                         | Aanvallers                                 | Opmerkingen                                             | Plaats     | Punten     |
| ------------- | -------- | ------------------------------- | --------------------- | --- | ------------------ | -------------------------------------------------------------------- | --------------------------------------------------------------------- | ------------------------------------------ | ------------------------------------------------------- | ---------- | ---------- |
| 27 maart 2010 | 1        | Sint-Truidense VV — Club Brugge | 0-0                   | | Stijnen            | Simaeys, Hoefkens, Alcaraz, Klukowski                                | Geraerts, Odjidja (89' Lestienne), Dirar (71' Vargas), Perisic        | Kouemaha, Dahmane (29' Akpala)             |                                                         | 2          | 30         |
| 31 maart 2010 | 2        | Club Brugge — KV Kortrijk       | 3-0 (0-0)             | 48' Perisic (1-0), 69' Perisic (2-0), 88' Lestienne (3-0)                                                                                                | Stijnen            | Simaeys, Hoefkens, Alcaraz, Klukowski                                | Geraerts (63' Donk), Odjidja, Perisic, Dirar (86' Lestienne)          | Sonck (77' Vargas), Kouemaha               | Capon (K) kreeg na 40' een rode kaart.                  | 2          | 33         |
| 3 april 2010  | 3        | RSC Anderlecht — Club Brugge    | 2-2 (1-0)             | 16' Donk (own, 1-0), 52' Suarez (2-0), 55' Dirar (2-1), 81' Donk (2-2)                                                                                   | Stijnen            | De Mets (46' Dirar), Hoefkens, Donk, Klukowski                       | Geraerts, Odjidja, Blondel (79' Lestienne), Perisic                   | Sonck (64' Vargas), Kouemaha               | Donk kreeg na 92' een rode kaart.                       | 2          | 34         |
| 11 april 2010 | 4        | Club Brugge — AA Gent           | 1-1 (1-0)             | 13' Dirar (1-0), 92' Coulibaly (1-1) | Stijnen            | Donk, Hoefkens, Alcaraz, Klukowski                                   | Simaeys, Odjidja, Blondel, Dirar                                      | Perisic (81' Vargas), Kouemaha (74' Sonck) |                                                         | 2          | 35         |
| 14 april 2010 | 5        | SV Zulte Waregem — Club Brugge  | 2-0 (0-0)             | 78' Taravel (1-0), 85' Nfor (2-0) | Stijnen            | De Mets (71' Akpala), Hoefkens, Alcaraz, Klukowski                   | Dirar, Odjidja, Blondel (81' Van der Heyden), Perisic                 | Lestienne (76' Vargas), Kouemaha           |                                                         | 2          | 35         |
| 18 april 2010 | 6        | Club Brugge — RSC Anderlecht    | 1-2 (0-1)             | 30' Van Damme (0-1), 87' Suarez (0-2), 92' Sonck (1-2)                                                                                                   | Stijnen            | Simaeys, Hoefkens, Alcaraz, Klukowski                                | Perisic, Vargas (62' Akpala), Blondel (77' Lestienne), Van der Heyden | Dirar, Kouemaha (62' Sonck)                | Anderlecht speelde kampioen door deze zege.             | 3          | 35         |
| 23 april 2010 | 7        | KV Kortrijk — Club Brugge       | 2-0 (2-0)             | 38' Benteke (1-0), 42' Benteke (2-0) | Stijnen            | Donk, Hoefkens, Simaeys, Klukowski                                   | Perisic, Van der Heyden (46' Vargas), Blondel, Dirar                  | Akpala (46' Lestienne), Kouemaha           |                                                         | 3          | 35         |
| 2 mei 2010    | 8        | Club Brugge — Sint-Truidense VV | 2-0 (1-0)             | 31' Kouemaha (1-0), 89' Akpala (2-0) | Stijnen            | Donk, Hoefkens, Simaeys, Klukowski                                   | Perisic, Odjidja, Blondel, Dirar (80' Van der Heyden)                 | Vargas (73' Akpala), Kouemaha              |                                                         | 2          | 38         |
| 5 mei 2010    | 9        | Club Brugge — SV Zulte Waregem  | 3-0 (2-0)             | 30' Dachelet (own, 1-0), 45' Simaeys (2-0), 59' Kouemaha (3-0)                                                                                           | Stijnen            | Donk (76' De Mets), Hoefkens (66' Van Gijseghem), Simaeys, Klukowski | Geraerts (69' Van der Heyden), Odjidja, Blondel, Perisic              | Akpala, Kouemaha                           | Hyland (ZW) kreeg na 86' rood na een tweede gele kaart. | 2          | 41         |
| 8 mei 2010    | 10       | AA Gent — Club Brugge           | 6-2 (3-0)             | 13' Azofeifa (1-0), 34' Leye (2-0), 37' El Ghanassy (3-0), 47' Lepoint (4-0), 61' Perisic (4-1), 82' Custovic (5-1), 84' Kouemaha (5-2), 89' Thijs (6-2) | Stijnen            | Donk, Hoefkens, Simaeys, Klukowski                                   | Geraerts, Odjidja (46' Van Gijseghem), Blondel (35' Vargas), Perisic  | Dirar (55' Lestienne), Kouemaha            |                                                         | 3          | 41         |
| Datum         | Speeldag | Wedstrijd                       | Eindstand (ruststand) | Doelpunten | Doelman            | Verdedigers                                                          | Middenvelders                                                         | Aanvallers                                 | Opmerkingen                                             | Plaats     | Punten     |
| Datum         | Speeldag | Wedstrijd                       | Eindstand (ruststand) | Doelpunten | Ploegsamenstelling | Ploegsamenstelling                                                   | Ploegsamenstelling                                                    | Ploegsamenstelling                         | Opmerkingen                                             | Klassement | Klassement |

| STVV (uit) | KOR (thuis) | RSCA (uit) | GNT (thuis) | ZWA (uit) |

| RSCA (thuis) | KOR (uit) | STVV (thuis) | ZWA (thuis) | GNT (uit) |

Eindstand
|    | Nr. | Club             | P  | W | G | V | +  | -  | DS  | Ptn |
| -- | --- | ---------------- | -- | - | - | - | -- | -- | --- | --- |
| K  | 1.  | RSC Anderlecht   | 10 | 7 | 3 | 0 | 24 | 9  | +15 | 59  |
| CL | 2.  | KAA Gent         | 10 | 4 | 4 | 2 | 20 | 13 | +7  | 41  |
| EL | 3.  | Club Brugge      | 10 | 3 | 3 | 4 | 14 | 15 | −1  | 41  |
|    | 4.  | Sint Truiden     | 10 | 3 | 4 | 3 | 9  | 10 | −1  | 34  |
|    | 5.  | KV Kortrijk      | 10 | 3 | 1 | 6 | 9  | 13 | −4  | 33  |
|    | 6.  | SV Zulte Waregem | 10 | 2 | 1 | 7 | 7  | 23 | −16 | 28  |

## UEFA Europa League

### Derde voorronde (heen)
|                                       |                             |                |                       |                                                                                   |
| 30 juli 2009 Voorrondes Europa League | Club Brugge                 | 3 – 2          | FC Lahti              | Jan Breydelstadion, Brugge Toeschouwers: 23.016 Scheidsrechter: Aleksej Nikolajev |
| 30 juli 2009 Voorrondes Europa League | 12' Akpala 35', 90' Blondel | Wedstrijdfiche | 6' Moilanen 50' Korte | Jan Breydelstadion, Brugge Toeschouwers: 23.016 Scheidsrechter: Aleksej Nikolajev |

| Club Brugge | FC Lahti |

| Club Brugge (4–4–2 ruit): |    |                  |     |
|                           |    |                  |     |
| GK                        | 1  | Stijn Stijnen    |     |
| RB                        | 21 | Jorn Vermeulen   |     |
| CB                        | 30 | Antolín Alcaraz  | 74' |
| CB                        | 18 | Ryan Donk        |     |
| LB                        | 7  | Koen Daerden     |     |
| DM                        | 14 | Jeroen Simaeys   | 22' |
| CM                        | 32 | Vadis Odjidja    |     |
| CM                        | 11 | Jonathan Blondel |     |
| AM                        | 8  | Nabil Dirar      |     |
| RF                        | 15 | Joseph Akpala    | 89' |
| LF                        | 10 | Wesley Sonck     | 79' |
| Wisselspelers:            |    |                  |     |
|                           |    |                  |     |
| MF                        | 20 | Ronald Vargas    | 74' |
| FW                        | 77 | Mohamed Dahmane  | 79' |
| MF                        | 22 | Karel Geraerts   | 89' |
| Coach:                    |    |                  |     |
| Adrie Koster              |    |                  |     |

| FC Lahti (4–3–3): |    |                     |     |
|                   |    |                     |     |
| GK                | 1  | Viktor Szentpeteri  |     |
| RB                | 3  | Henri Toivomäki     |     |
| CB                | 4  | Janne Moilanen      |     |
| CB                | 2  | Heikki Haara        |     |
| LB                | 6  | Kalle Eerola        |     |
| CM                | 17 | Eero Korte          |     |
| CM                | 15 | Jukka Vanninen      | 41' |
| AM                | 10 | Jari Litmanen       |     |
| RW                | 11 | Drilon Shala        | 46' |
| CF                | 9  | Rafael Pires Vieira |     |
| LW                | 8  | Mohamed Fofana      | 72' |
| Wisselspelers:    |    |                     |     |
|                   |    |                     |     |
| MF                | 14 | Konsta Hietanen     | 46' |
| MF                | 19 | Riku Heini          | 72' |
| Coach:            |    |                     |     |
| Ilkka Mäkelä      |    |                     |     |

### Derde voorronde (terug)
|                                               |              |                |             |                                                                           |
| 6 augustus 2009 Voorrondes UEFA Europa League | FC Lahti     | 1 – 1          | Club Brugge | Stadion van Lahti, Lahti Toeschouwers: 8.000 Scheidsrechter: Duarte Gomes |
| 6 augustus 2009 Voorrondes UEFA Europa League | 87' Vanninen | Wedstrijdfiche | 76' Akpala  | Stadion van Lahti, Lahti Toeschouwers: 8.000 Scheidsrechter: Duarte Gomes |

| FC Lahti | Club Brugge |

| FC Lahti (4–2–3–1): |    |                     |     |
|                     |    |                     |     |
| GK                  | 1  | Viktor Szentpeteri  |     |
| RB                  | 3  | Henri Toivomäki     | 70' |
| CB                  | 4  | Janne Moilanen      |     |
| CB                  | 2  | Heikki Haara        |     |
| LB                  | 8  | Mohamed Fofana      |     |
| CM                  | 17 | Eero Korte          |     |
| CM                  | 15 | Jukka Vanninen      |     |
| RM                  | 14 | Konsta Hietanen     | 64' |
| AM                  | 10 | Jari Litmanen       |     |
| LM                  | 19 | Riku Heini          | 56' |
| CF                  | 9  | Rafael Pires Vieira |     |
| Wisselspelers:      |    |                     |     |
|                     |    |                     |     |
| FW                  | 11 | Drilon Shala        | 56' |
| Coach:              |    |                     |     |
| Ilkka Mäkelä        |    |                     |     |

| Club Brugge (4–2–3–1): |    |                  |         |
|                        |    |                  |         |
| GK                     | 1  | Stijn Stijnen    |         |
| RB                     | 21 | Jorn Vermeulen   |         |
| CB                     | 30 | Antolín Alcaraz  |         |
| CB                     | 18 | Ryan Donk        |         |
| LB                     | 7  | Koen Daerden     | 43'     |
| CM                     | 14 | Jeroen Simaeys   |         |
| CM                     | 11 | Jonathan Blondel |         |
| RM                     | 20 | Ronald Vargas    | 13' 75' |
| AM                     | 32 | Vadis Odjidja    | 88'     |
| LM                     | 8  | Nabil Dirar      |         |
| CF                     | 15 | Joseph Akpala    | 83'     |
| Wisselspelers:         |    |                  |         |
|                        |    |                  |         |
| MF                     | 22 | Karel Geraerts   | 75'     |
| FW                     | 10 | Wesley Sonck     | 83'     |
| FW                     | 77 | Mohamed Dahmane  | 88'     |
| Coach:                 |    |                  |         |
| Adrie Koster           |    |                  |         |

### Play-offs (heen)
|                                               |             |                |             |                                                                             |
| 20 augustus 2009 Play-offs UEFA Europa League | Lech Poznań | 1 – 0          | Club Brugge | Amica Wronkistadion, Poznań Toeschouwers: 6.000 Scheidsrechter: Jorge Sousa |
| 20 augustus 2009 Play-offs UEFA Europa League | 90' Peszko  | Wedstrijdfiche |             | Amica Wronkistadion, Poznań Toeschouwers: 6.000 Scheidsrechter: Jorge Sousa |

| Lech Poznań | Club Brugge |

| Lech Poznań (4–4–2 ruit): |    |                    |         |
|                           |    |                    |         |
| GK                        | 1  | Grzegorz Kasprzik  |         |
| RB                        | 7  | Jakub Wilk         | 71'     |
| CB                        | 5  | Manuel Arboleda    | 63'     |
| CB                        | 19 | Bartosz Bosacki    |         |
| LB                        | 2  | Seweryn Gancarczyk |         |
| DM                        | 6  | Tomasz Bandrowski  | 33'     |
| CM                        | 21 | Dima Injac         |         |
| CM                        | 17 | Sławomir Peszko    | 90'     |
| AM                        | 14 | Semir Štilić       | 64'     |
| RF                        | 8  | Robert Lewandowski | 89'     |
| LF                        | 11 | Hernán Rengifo     |         |
| Wisselspelers:            |    |                    |         |
|                           |    |                    |         |
| MF                        | 29 | Gordan Golik       | 64' 69' |
| DF                        | 23 | Marcin Kikut       | 71'     |
| FW                        | 26 | Tomasz Mikołajczak | 89'     |
| Coach:                    |    |                    |         |
| Jacek Zieliński           |    |                    |         |

| Club Brugge (4–2–3–1): |    |                   |         |
|                        |    |                   |         |
| GK                     | 1  | Stijn Stijnen     |         |
| RB                     | 21 | Jorn Vermeulen    |         |
| CB                     | 30 | Antolín Alcaraz   |         |
| CB                     | 14 | Jeroen Simaeys    |         |
| LB                     | 5  | Michael Klukowski |         |
| CM                     | 22 | Karel Geraerts    |         |
| CM                     | 11 | Jonathan Blondel  |         |
| RM                     | 20 | Ronald Vargas     | 81'     |
| AM                     | 32 | Vadis Odjidja     |         |
| LM                     | 8  | Nabil Dirar       | 26' 71' |
| CF                     | 15 | Joseph Akpala     |         |
| Wisselspelers:         |    |                   |         |
|                        |    |                   |         |
| FW                     | 10 | Wesley Sonck      | 71'     |
| FW                     | 19 | Daniel Chávez     | 81'     |
| Coach:                 |    |                   |         |
| Adrie Koster           |    |                   |         |

### Play-offs (terug)
|                                               |                                 |                |                                            |                                                                            |
| 27 augustus 2009 Play-offs UEFA Europa League | Club Brugge                     | 1 – 0          | Lech Poznań                                | Jan Breydelstadion, Brugge Toeschouwers: 25.657 Scheidsrechter: Alan Kelly |
| 27 augustus 2009 Play-offs UEFA Europa League | 79' Sonck                       | Wedstrijdfiche |                                            | Jan Breydelstadion, Brugge Toeschouwers: 25.657 Scheidsrechter: Alan Kelly |
| 27 augustus 2009 Play-offs UEFA Europa League | Strafschoppen                   |                |                                            | Jan Breydelstadion, Brugge Toeschouwers: 25.657 Scheidsrechter: Alan Kelly |
| 27 augustus 2009 Play-offs UEFA Europa League | Sonck Odjidja Simaeys Klukowski | 4–3            | Bosacki Đurđjević Golik Gancarczyk Rengifo | Jan Breydelstadion, Brugge Toeschouwers: 25.657 Scheidsrechter: Alan Kelly |

| Club Brugge | Lech Poznań |

| Club Brugge (4–4–2 vlak): |    |                   |         |
|                           |    |                   |         |
| GK                        | 1  | Stijn Stijnen     |         |
| RB                        | 21 | Jorn Vermeulen    |         |
| CB                        | 30 | Antolín Alcaraz   |         |
| CB                        | 14 | Jeroen Simaeys    |         |
| LB                        | 5  | Michael Klukowski | 90'     |
| RM                        | 20 | Ronald Vargas     | 23' 94' |
| CM                        | 32 | Vadis Odjidja     | 37'     |
| CM                        | 11 | Jonathan Blondel  | 60' 89' |
| LM                        | 8  | Nabil Dirar       |         |
| RF                        | 15 | Joseph Akpala     | 120'    |
| LF                        | 10 | Wesley Sonck      |         |
| Wisselspelers:            |    |                   |         |
|                           |    |                   |         |
| MF                        | 22 | Karel Geraerts    | 89'     |
| FW                        | 77 | Mohamed Dahmane   | 94'     |
| FW                        | 19 | Daniel Chávez     | 120'    |
| Coach:                    |    |                   |         |
| Adrie Koster              |    |                   |         |

| Lech Poznań (4–4–2 ruit): |    |                    |      |
|                           |    |                    |      |
| GK                        | 1  | Grzegorz Kasprzik  |      |
| RB                        | 23 | Marcin Kikut       | 107' |
| CB                        | 5  | Manuel Arboleda    | 6'   |
| CB                        | 19 | Bartosz Bosacki    |      |
| LB                        | 2  | Seweryn Gancarczyk |      |
| DM                        | 3  | Ivan Đurđević      | 45'  |
| CM                        | 6  | Tomasz Bandrowski  | 11'  |
| CM                        | 21 | Dima Injac         | 120' |
| AM                        | 14 | Semir Štilić       | 66'  |
| RF                        | 8  | Robert Lewandowski | 116' |
| LF                        | 11 | Hernán Rengifo     |      |
| Wisselspelers:            |    |                    |      |
|                           |    |                    |      |
| MF                        | 7  | Jakub Wilk         | 66'  |
| FW                        | 24 | Krzysztof Chrapek  | 116' |
| MF                        | 29 | Gordan Golik       | 120' |
| Coach:                    |    |                    |      |
| Jacek Zieliński           |    |                    |      |

### Groepsfase speeldag 1
|                                                 |              |                |                                              |                                                                                   |
| 17 september 2009 Groepsfase UEFA Europa League | Club Brugge  | 1 – 4          | FK Sjachtar Donetsk                          | Jan Breydelstadion, Brugge Toeschouwers: 17.770 Scheidsrechter: Martin Ingvarsson |
| 17 september 2009 Groepsfase UEFA Europa League | 63' Geraerts | Wedstrijdfiche | 11' Gaj 19' Willian 35' Srna 75' Kravtsjenko | Jan Breydelstadion, Brugge Toeschouwers: 17.770 Scheidsrechter: Martin Ingvarsson |

| Club Brugge | FK Sjachtar Donetsk |

| Club Brugge (4–4–2 vlak): |    |                   |         |
|                           |    |                   |         |
| GK                        | 13 | Geert De Vlieger  |         |
| RB                        | 21 | Jorn Vermeulen    | 46'     |
| CB                        | 30 | Antolín Alcaraz   | 38'     |
| CB                        | 14 | Jeroen Simaeys    |         |
| LB                        | 5  | Michael Klukowski |         |
| RM                        | 8  | Nabil Dirar       | 47'     |
| CM                        | 32 | Vadis Odjidja     | 64'     |
| CM                        | 22 | Karel Geraerts    |         |
| LM                        | 44 | Ivan Perišić      |         |
| RF                        | 15 | Joseph Akpala     | 61' 64' |
| LF                        | 10 | Wesley Sonck      |         |
| Wisselspelers:            |    |                   |         |
|                           |    |                   |         |
| DF                        | 4  | Carl Hoefkens     | 46'     |
| MF                        | 7  | Koen Daerden      | 64'     |
| FW                        | 40 | Dorge Kouemaha    | 64'     |
| Coach:                    |    |                   |         |
| Adrie Koster              |    |                   |         |

| FK Sjachtar Donetsk (4–2–3–1): |    |                        |     |
|                                |    |                        |     |
| GK                             | 30 | Andrij Pjatov          |     |
| RB                             | 33 | Darijo Srna            |     |
| CB                             | 5  | Oleksandr Koetsjer     |     |
| CB                             | 44 | Jaroslav Rakitskyj     |     |
| LB                             | 26 | Răzvan Raţ             |     |
| CM                             | 18 | Mariusz Lewandowski    |     |
| CM                             | 7  | Fernandinho            |     |
| RM                             | 8  | Jádson                 | 71' |
| AM                             | 19 | Oleksej Gaj            | 46' |
| LM                             | 10 | Willian                | 63' |
| CF                             | 9  | Luiz Adriano           | 67' |
| Wisselspelers:                 |    |                        |     |
|                                |    |                        |     |
| MF                             | 14 | Vasil Kobin            | 46' |
| MF                             | 23 | Konstantin Kravtsjenko | 63' |
| MF                             | 28 | Oleksej Poljanskyj     | 71' |
| Coach:                         |    |                        |     |
| Mircea Lucescu                 |    |                        |     |

### Groepsfase speeldag 2
|                                              |                        |                |                        |                                                                             |
| 1 oktober 2009 Groepsfase UEFA Europa League | Toulouse               | 2 – 2          | Club Brugge            | Stade Municipal, Toulouse Toeschouwers: 12.215 Scheidsrechter: Sascha Kever |
| 1 oktober 2009 Groepsfase UEFA Europa League | 54' Sissoko 84' Gignac | Wedstrijdfiche | 52' Akpala 90' Perišić | Stade Municipal, Toulouse Toeschouwers: 12.215 Scheidsrechter: Sascha Kever |

| Toulouse | Club Brugge |

| Toulouse (4–1–4–1): |    |                     |     |
|                     |    |                     |     |
| GK                  | 30 | Yohann Pelé         |     |
| RB                  | 13 | Dany Nounkeu        |     |
| CB                  | 29 | Étienne Capoue      | 26' |
| CB                  | 3  | Daniel Congré       |     |
| LB                  | 12 | Cheikh M'Bengue     |     |
| DM                  | 20 | Mathieu Berson      | 50' |
| RM                  | 14 | Pantxi Sirieix      |     |
| CM                  | 5  | Paulo Machado       | 77' |
| CM                  | 6  | Antoine Devaux      | 34' |
| LM                  | 7  | Fodé Mansaré        | 46' |
| CF                  | 10 | André-Pierre Gignac |     |
| Wisselspelers:      |    |                     |     |
|                     |    |                     |     |
| MF                  | 22 | Moussa Sissoko      | 34' |
| FW                  | 27 | Franck Tabanou      | 46' |
| FW                  | 28 | Ahmed Soukouna      | 77' |
| Coach:              |    |                     |     |
| Alain Casanova      |    |                     |     |

| Club Brugge (4–3–3): |    |                   |         |
|                      |    |                   |         |
| GK                   | 1  | Stijn Stijnen     |         |
| RB                   | 4  | Carl Hoefkens     |         |
| CB                   | 29 | Gertjan De Mets   |         |
| CB                   | 32 | Vadis Odjidja     | 86'     |
| LB                   | 5  | Michael Klukowski |         |
| DM                   | 11 | Jonathan Blondel  | 49' 63' |
| CM                   | 22 | Karel Geraerts    |         |
| CM                   | 7  | Koen Daerden      | 87'     |
| RW                   | 20 | Ronald Vargas     |         |
| CF                   | 15 | Joseph Akpala     | 60'     |
| LW                   | 44 | Ivan Perišić      | 90'     |
| Wisselspelers:       |    |                   |         |
|                      |    |                   |         |
| FW                   | 40 | Dorge Kouemaha    | 60'     |
| MF                   | 8  | Nabil Dirar       | 63'     |
| FW                   | 77 | Mohamed Dahmane   | 87'     |
| Coach:               |    |                   |         |
| Adrie Koster         |    |                   |         |

### Groepsfase speeldag 3
|                                               |                                             |                |             |                                                                           |
| 22 oktober 2009 Groepsfase UEFA Europa League | Club Brugge                                 | 2 – 0          | FK Partizan | Jan Breydelstadion, Brugge Toeschouwers: 18.903 Scheidsrechter: Mike Dean |
| 22 oktober 2009 Groepsfase UEFA Europa League | 4' Perišić 19' Perišić 58' (e.d.) Brežančić | Wedstrijdfiche |             | Jan Breydelstadion, Brugge Toeschouwers: 18.903 Scheidsrechter: Mike Dean |

| Club Brugge | FK Partizan |

| Club Brugge (4–2–3–1): |    |                   |     |     |
|                        |    |                   |     |     |
| GK                     | 1  | Stijn Stijnen     |     |     |
| RB                     | 4  | Carl Hoefkens     | 72' |     |
| CB                     | 29 | Gertjan De Mets   |     |     |
| CB                     | 30 | Antolín Alcaraz   |     |     |
| LB                     | 5  | Michael Klukowski | 60' |     |
| CM                     | 22 | Karel Geraerts    |     |     |
| CM                     | 11 | Jonathan Blondel  | 83' |     |
| RM                     | 8  | Nabil Dirar       |     |     |
| AM                     | 32 | Vadis Odjidja     |     |     |
| LM                     | 44 | Ivan Perišić      |     |     |
| CF                     | 15 | Joseph Akpala     | 68' |     |
| Wisselspelers:         |    |                   |     |     |
|                        |    |                   |     |     |
| FW                     | 77 | Mohamed Dahmane   | 68' | 83' |
| DF                     | 18 | Ryan Donk         | 72' |     |
| MF                     | 7  | Koen Daerden      | 83' |     |
| Coach:                 |    |                   |     |     |
| Adrie Koster           |    |                   |     |     |

| FK Partizan (4–2–3–1): |    |                          |         |
|                        |    |                          |         |
| GK                     | 30 | Aleksandar Radosavljević |         |
| RB                     | 2  | Siniša Stevanović        |         |
| CB                     | 52 | Goran Gavrančić          | 14'     |
| CB                     | 20 | Mladen Krstajić          | 33'     |
| LB                     | 31 | Rajko Brežančić          |         |
| CM                     | 5  | Ljubomir Fejsa           | 83'     |
| CM                     | 21 | Branislav Jovanović      | 88' 88' |
| RM                     | 22 | Adem Ljajić              |         |
| AM                     | 10 | Almami Moreira           | 46'     |
| LM                     | 7  | Nemanja Tomić            |         |
| CF                     | 26 | Lamine Diarra            |         |
| Wisselspelers:         |    |                          |         |
|                        |    |                          |         |
| DF                     | 4  | Nenad Đorđević           | 14' 18' |
| FW                     | 9  | Cléo                     | 46'     |
| MF                     | 8  | Raća Petrović            | 88' 89' |
| Coach:                 |    |                          |         |
| Goran Stevanović       |    |                          |         |

### Groepsfase speeldag 4
|                                               |                           |                |                                           |                                                                                    |
| 5 november 2009 Groepsfase UEFA Europa League | FK Partizan               | 2 – 4          | Club Brugge                               | Partizanstadion, Belgrado Toeschouwers: 6.293 Scheidsrechter: Robert Schörgenhofer |
| 5 november 2009 Groepsfase UEFA Europa League | 52' Ljajić 66' Washington | Wedstrijdfiche | 28' Perišić 36', 57' Kouemaha 74' Odjidja | Partizanstadion, Belgrado Toeschouwers: 6.293 Scheidsrechter: Robert Schörgenhofer |

| FK Partizan | Club Brugge |

| FK Partizan (4–2–3–1): |    |                          |         |
|                        |    |                          |         |
| GK                     | 30 | Aleksandar Radosavljević |         |
| RB                     | 24 | Srđa Knežević            |         |
| CB                     | 4  | Nenad Đorđević           | 90'     |
| CB                     | 20 | Mladen Krstajić          | 79'     |
| LB                     | 11 | Marko Lomić              |         |
| CM                     | 5  | Ljubomir Fejsa           |         |
| CM                     | 21 | Branislav Jovanović      | 56' 74' |
| RM                     | 19 | Brana Ilić               | 46'     |
| AM                     | 10 | Almami Moreira           | 83'     |
| LM                     | 22 | Adem Ljajić              |         |
| CF                     | 26 | Lamine Diarra            | 50'     |
| Wisselspelers:         |    |                          |         |
|                        |    |                          |         |
| FW                     | 17 | Miloš Bogunović          | 46'     |
| FW                     | 25 | Washington               | 50'     |
| FW                     | 7  | Nemanja Tomić            | 74'     |
| Coach:                 |    |                          |         |
| Goran Stevanović       |    |                          |         |

| Club Brugge (4–2–3–1): |    |                   |         |
|                        |    |                   |         |
| GK                     | 1  | Stijn Stijnen     |         |
| RB                     | 29 | Gertjan De Mets   |         |
| CB                     | 30 | Antolín Alcaraz   |         |
| CB                     | 18 | Ryan Donk         |         |
| LB                     | 5  | Michael Klukowski |         |
| CM                     | 22 | Karel Geraerts    |         |
| CM                     | 11 | Jonathan Blondel  | 83'     |
| RM                     | 8  | Nabil Dirar       | 55' 58' |
| AM                     | 32 | Vadis Odjidja     |         |
| LM                     | 44 | Ivan Perišić      | 82'     |
| CF                     | 40 | Dorge Kouemaha    |         |
| Wisselspelers:         |    |                   |         |
|                        |    |                   |         |
| FW                     | 15 | Joseph Akpala     | 58'     |
| MF                     | 14 | Jeroen Simaeys    | 82'     |
| DF                     | 21 | Jorn Vermeulen    | 86'     |
| Coach:                 |    |                   |         |
| Adrie Koster           |    |                   |         |

### Groepsfase speeldag 5
|                                               |                     |       |             |                                                                        |
| 3 december 2009 Groepsfase UEFA Europa League | FK Sjachtar Donetsk | 0 – 0 | Club Brugge | Donbas Arena, Donetsk Toeschouwers: 46.000 Scheidsrechter: Zsolt Szabó |
| 3 december 2009 Groepsfase UEFA Europa League | Wedstrijdfiche      |       |             | Donbas Arena, Donetsk Toeschouwers: 46.000 Scheidsrechter: Zsolt Szabó |

| FK Sjachtar Donetsk | Club Brugge |

| FK Sjachtar Donetsk (4–2–3–1): |    |                        |     |
|                                |    |                        |     |
| GK                             | 30 | Andrij Pjatov          |     |
| RB                             | 33 | Darijo Srna            | 66' |
| CB                             | 5  | Oleksandr Koetsjer     |     |
| CB                             | 44 | Jaroslav Rakitskyj     |     |
| LB                             | 26 | Răzvan Raţ             |     |
| CM                             | 3  | Tomáš Hübschman        | 80' |
| CM                             | 7  | Fernandinho            |     |
| RM                             | 11 | Ilsinho                |     |
| AM                             | 8  | Jádson                 | 71' |
| LM                             | 10 | Willian                |     |
| CF                             | 9  | Luiz Adriano           |     |
| Wisselspelers:                 |    |                        |     |
|                                |    |                        |     |
| MF                             | 23 | Konstantin Kravtsjenko | 71' |
| MF                             | 18 | Mariusz Lewandowski    | 80' |
| Coach:                         |    |                        |     |
| Mircea Lucescu                 |    |                        |     |

| Club Brugge (4–3–3): |    |                   |         |
|                      |    |                   |         |
| GK                   | 1  | Stijn Stijnen     | 85'     |
| RB                   | 4  | Carl Hoefkens     |         |
| CB                   | 30 | Antolín Alcaraz   |         |
| CB                   | 14 | Jeroen Simaeys    | 37'     |
| LB                   | 5  | Michael Klukowski | 75'     |
| DM                   | 18 | Ryan Donk         |         |
| CM                   | 22 | Karel Geraerts    |         |
| CM                   | 11 | Jonathan Blondel  | 67'     |
| RW                   | 77 | Mohamed Dahmane   |         |
| CF                   | 10 | Wesley Sonck      | 69' 84' |
| LW                   | 44 | Ivan Perišić      | 69'     |
| Wisselspelers:       |    |                   |         |
|                      |    |                   |         |
| MF                   | 20 | Ronald Vargas     | 67'     |
| MF                   | 32 | Vadis Odjidja     | 69'     |
| FW                   | 15 | Joseph Akpala     | 84'     |
| Coach:               |    |                   |         |
| Adrie Koster         |    |                   |         |

### Groepsfase speeldag 6
|                                                |             |                |          |                                                                            |
| 16 december 2009 Groepsfase UEFA Europa League | Club Brugge | 1 – 0          | Toulouse | Jan Breydelstadion, Brugge Toeschouwers: 23.668 Scheidsrechter: Svein Moen |
| 16 december 2009 Groepsfase UEFA Europa League | 90' Perišić | Wedstrijdfiche |          | Jan Breydelstadion, Brugge Toeschouwers: 23.668 Scheidsrechter: Svein Moen |

| Club Brugge | Toulouse |

| Club Brugge (4–3–3): |    |                   |         |
|                      |    |                   |         |
| GK                   | 1  | Stijn Stijnen     |         |
| RB                   | 4  | Carl Hoefkens     |         |
| CB                   | 18 | Ryan Donk         |         |
| CB                   | 30 | Antolín Alcaraz   |         |
| LB                   | 5  | Michael Klukowski |         |
| DM                   | 11 | Jonathan Blondel  |         |
| CM                   | 22 | Karel Geraerts    |         |
| CM                   | 32 | Vadis Odjidja     |         |
| RW                   | 8  | Nabil Dirar       | 27' 66' |
| CF                   | 40 | Dorge Kouemaha    |         |
| LW                   | 44 | Ivan Perišić      |         |
| Wisselspelers:       |    |                   |         |
|                      |    |                   |         |
| MF                   | 20 | Ronald Vargas     | 66'     |
| Coach:               |    |                   |         |
| Adrie Koster         |    |                   |         |

| Toulouse (4–1–4–1): |    |                     |     |
|                     |    |                     |     |
| GK                  | 1  | Mathieu Valverde    |     |
| RB                  | 23 | Albin Ebondo        | 27' |
| CB                  | 2  | Mohamed Fofana      |     |
| CB                  | 13 | Dany Nounkeu        |     |
| LB                  | 17 | Oscar Wendt         |     |
| DM                  | 29 | Étienne Capoue      |     |
| RM                  | 8  | Étienne Didot       |     |
| CM                  | 5  | Paulo Machado       | 82' |
| CM                  | 22 | Moussa Sissoko      |     |
| LM                  | 27 | Franck Tabanou      | 58' |
| CF                  | 10 | André-Pierre Gignac |     |
| Wisselspelers:      |    |                     |     |
|                     |    |                     |     |
| FW                  | 25 | Daniel Braaten      | 58' |
| FW                  | 33 | Adrien Regattin     | 82' |
| Coach:              |    |                     |     |
| Alain Casanova      |    |                     |     |

### Eindstand groepsfase Europa League, groep J
| #  | Club                | GS | W | G | V | DV | DT | DS  | P  |
| -- | ------------------- | -- | - | - | - | -- | -- | --- | -- |
| 1. | FC Sjachtar Donetsk | 6  | 4 | 1 | 1 | 14 | 3  | +11 | 13 |
| 2. | Club Brugge         | 6  | 3 | 2 | 1 | 10 | 8  | +2  | 11 |
| 3. | Toulouse FC         | 6  | 2 | 1 | 3 | 6  | 11 | −5  | 7  |
| 4. | FK Partizan         | 6  | 1 | 0 | 5 | 6  | 14 | −8  | 3  |

### Tweede ronde (heen)
|                                                  |              |                |             |                                                                              |
| 18 februari 2010 Tweede ronde UEFA Europa League | Club Brugge  | 1 – 0          | Valencia CF | Jan Breydelstadion, Brugge Toeschouwers: 21.657 Scheidsrechter: Tony Chapron |
| 18 februari 2010 Tweede ronde UEFA Europa League | 56' Kouemaha | Wedstrijdfiche |             | Jan Breydelstadion, Brugge Toeschouwers: 21.657 Scheidsrechter: Tony Chapron |

| Club Brugge | Valencia CF |

| Club Brugge (4–4–2 ruit): |    |                   |     |
|                           |    |                   |     |
| GK                        | 1  | Stijn Stijnen     |     |
| RB                        | 4  | Carl Hoefkens     |     |
| CB                        | 30 | Antolín Alcaraz   |     |
| CB                        | 18 | Ryan Donk         |     |
| LB                        | 5  | Michael Klukowski |     |
| DM                        | 22 | Karel Geraerts    |     |
| CM                        | 32 | Vadis Odjidja     | 86' |
| CM                        | 11 | Jonathan Blondel  | 19' |
| AM                        | 44 | Ivan Perišić      |     |
| RF                        | 40 | Dorge Kouemaha    |     |
| LF                        | 15 | Joseph Akpala     | 79' |
| Wisselspelers:            |    |                   |     |
|                           |    |                   |     |
| FW                        | 16 | Maxime Lestienne  | 79' |
| Coach:                    |    |                   |     |
| Adrie Koster              |    |                   |     |

| Valencia CF (4–2–3–1): |    |                   |         |
|                        |    |                   |         |
| GK                     | 13 | Miguel Ángel Moyà |         |
| RB                     | 23 | Miguel            |         |
| CB                     | 5  | Carlos Marchena   |         |
| CB                     | 15 | Ángel Dealbert    |         |
| LB                     | 22 | Jérémy Mathieu    | 25'     |
| CM                     | 8  | Rubén Baraja      |         |
| CM                     | 6  | David Albelda     | 54'     |
| RM                     | 17 | Joaquín           | 63'     |
| AM                     | 21 | David Silva       | 51'     |
| LM                     | 10 | Juan Mata         |         |
| CF                     | 9  | David Villa       |         |
| Wisselspelers:         |    |                   |         |
|                        |    |                   |         |
| MF                     | 3  | Hedwiges Maduro   | 25'     |
| MF                     | 19 | Pablo Hernández   | 63' 90' |
| Coach:                 |    |                   |         |
| Unai Emery             |    |                   |         |

### Tweede ronde (terug)
|                                                  |                                   |                |             |                                                                         |
| 25 februari 2010 Tweede ronde UEFA Europa League | Valencia CF                       | 3 – 0 (n.v.)   | Club Brugge | Mestalla, Valencia Toeschouwers: 45.000 Scheidsrechter: Claus Bo Larsen |
| 25 februari 2010 Tweede ronde UEFA Europa League | 1' Mata 97', 117' Pablo Hernández | Wedstrijdfiche |             | Mestalla, Valencia Toeschouwers: 45.000 Scheidsrechter: Claus Bo Larsen |

| Valencia CF | Club Brugge |

| Valencia CF (3–1–4–2): |    |                 |         |
|                        |    |                 |         |
| GK                     | 1  | César Sánchez   |         |
| SW                     | 6  | David Albelda   |         |
| CB                     | 5  | Carlos Marchena |         |
| ST                     | 8  | Rubén Baraja    | 40' 46' |
| CB                     | 15 | Ángel Dealbert  |         |
| RWB                    | 19 | Pablo Hernández |         |
| CM                     | 10 | Juan Mata       | 118'    |
| CM                     | 24 | Éver Banega     |         |
| LWB                    | 23 | Miguel          |         |
| SAS                    | 7  | David Villa     | 34'     |
| CF                     | 9  | Nikola Žigić    | 57'     |
| Wisselspelers:         |    |                 |         |
|                        |    |                 |         |
| DF                     | 20 | Alexis          | 46'     |
| MF                     | 17 | Joaquín         | 57'     |
| MF                     | 3  | Hedwiges Maduro | 118'    |
| Coach:                 |    |                 |         |
| Unai Emery             |    |                 |         |

| Club Brugge (4–4–2): |    |                   |          |
|                      |    |                   |          |
| GK                   | 1  | Stijn Stijnen     |          |
| RB                   | 4  | Carl Hoefkens     |          |
| CB                   | 30 | Antolín Alcaraz   |          |
| CB                   | 18 | Ryan Donk         |          |
| LB                   | 5  | Michael Klukowski | 60'      |
| RM                   | 16 | Maxime Lestienne  | 82'      |
| CM                   | 22 | Karel Geraerts    |          |
| CM                   | 32 | Vadis Odjidja     | 90' 102' |
| LM                   | 44 | Ivan Perišić      |          |
| RF                   | 40 | Dorge Kouemaha    | 7'       |
| LF                   | 10 | Wesley Sonck      | 91'      |
| Wisselspelers:       |    |                   |          |
|                      |    |                   |          |
| FW                   | 77 | Mohamed Dahmane   | 82'      |
| FW                   | 15 | Joseph Akpala     | 91'      |
| FW                   | 19 | Daniel Chávez     | 102'     |
| Coach:               |    |                   |          |
| Adrie Koster         |    |                   |          |

## Beker van België

### Laatste 32
| Datum      | Uur   | Wedstrijd      | Wedstrijd | Wedstrijd                     | Uitslag |
| ---------- | ----- | -------------- | --------- | ----------------------------- | ------- |
| 28.10.2009 | 20:00 | Club Brugge KV | -         | KFC Vigor Wuitens Hamme (III) | 5-0     |

### Laatste 16
| Datum      | Uur   | Wedstrijd      | Wedstrijd | Wedstrijd                   | Uitslag |
| ---------- | ----- | -------------- | --------- | --------------------------- | ------- |
| 23.12.2009 | 20:00 | Club Brugge KV | -         | KSC Lokeren Oost-Vlaanderen | 2-1     |

### Kwartfinale

#### Heen
| Datum      | Uur   | Wedstrijd      | Wedstrijd | Wedstrijd | Uitslag |
| ---------- | ----- | -------------- | --------- | --------- | ------- |
| 20.01.2010 | 20:30 | Club Brugge KV | -         | KAA Gent  | 1-4     |

#### Terug
| Datum      | Uur   | Wedstrijd | Wedstrijd | Wedstrijd      | Uitslag |
| ---------- | ----- | --------- | --------- | -------------- | ------- |
| 27.01.2010 | 20:30 | KAA Gent  | -         | Club Brugge KV | 1-0     |

| Datum            | Ronde              | Wedstrijd                      | Eindstand (ruststand) | Doelpunten                                                                                   | Ploegsamenstelling | Ploegsamenstelling                                  | Ploegsamenstelling                                               | Ploegsamenstelling                  | Opmerkingen                           |
| Datum            | Ronde              | Wedstrijd                      | Eindstand (ruststand) | Doelpunten                                                                                   | Doelman            | Verdedigers                                         | Middenvelders                                                    | Aanvallers                          | Opmerkingen                           |
| ---------------- | ------------------ | ------------------------------ | --------------------- | -------------------------------------------------------------------------------------------- | ------------------ | --------------------------------------------------- | ---------------------------------------------------------------- | ----------------------------------- | ------------------------------------- |
| 28 oktober 2009  | 1/16e finale       | Club Brugge — VW Hamme         | 5-0 (2-0)             | 22' Geraerts (1-0), 38' Chavez (2-0), 69' Dahmane (3-0), 70' Meeus (4-0), 86' Chavez (5-0)   | De Vlieger         | Vermeulen, Hoefkens (59' Meeus), Donk, Daerden      | Geraerts (46' De Mets), Van Acker, Blondel                       | Dahmane, Akpala (46' Dirar), Chavez |                                       |
| 23 december 2009 | 1/8e finale        | Club Brugge — Sporting Lokeren | 2-1 (0-0)             | 47' Kouemaha (1-0), 81' Vargas (2-0), 90' Mbayo (2-1)                                        | Stijnen            | Donk, Hoefkens, Alcaraz (63' Daerden), Klukowski    | Geraerts, Odjidja, Blondel (46' Simaeys), Perisic                | Vargas (85' Dirar), Kouemaha        | Hoefkens kreeg na 43' een rode kaart. |
| 20 januari 2010  | 1/4e finale, heen  | Club Brugge — AA Gent          | 1-4 (1-0)             | 17' Akpala (1-0), 50' Custovic (1-1), 59' Leye (1-2), 72' Custovic (1-3), 85' Smolders (1-4) | Stijnen            | Donk, Hoefkens, Alcaraz, Klukowski (70' Dirar)      | Geraerts, Simaeys, Perisic, Blondel (78' Odjidja)                | Akpala (70' Lestienne), Kouemaha    |                                       |
| 27 januari 2010  | 1/4e finale, terug | AA Gent — Club Brugge          | 1-0 (1-0)             | 44' Pieroni (1-0)                                                                            | Stijnen            | Donk (65' Alcaraz), Simaeys, Van Gijseghem, De Mets | Chavez (77' Dirar), Odjidja (65' Geraerts), Van Acker, Lestienne | Sonck, Akpala                       | Club Brugge uitgeschakeld.            |
| Datum            | Ronde              | Wedstrijd                      | Eindstand (ruststand) | Doelpunten                                                                                   | Doelman            | Verdedigers                                         | Middenvelders                                                    | Aanvallers                          | Opmerkingen                           |
| Datum            | Ronde              | Wedstrijd                      | Eindstand (ruststand) | Doelpunten                                                                                   | Ploegsamenstelling |                                                     |                                                                  |                                     | Opmerkingen                           |